# Amt Stadtilm
Das Amt Stadtilm war ein Gerichts- und Verwaltungsbezirk in der Schwarzburg-Rudolstädter Oberherrschaft mit Sitz in Stadtilm.

## Geschichte
Das Amt Stadtilm war altschwarzburgischer Besitz, seit 1396 wettinisches Lehen. Die Lehensherrschaft bestand seit 1485 bei der ernestinischen Linie, seit 1657 bei Sachsen-Gotha und wurde 1823 abgelöst.
Das Amt Stadtilm war 1221 ein Kondomium. Die eine Hälfte gehörte den Grafen von Käfernburg, die andere den Grafen von Schwarzburg. 1274 fiel die Schwarzburger Hälfte an Schwarzburg-Blankenburg und 1340 an Schwarzburg-Wachsenburg. 1388 fiel auch die Käfernburger Hälfte an Schwarzburg-Wachsenburg. Das Amt Stadtilm ging 1434 in die Hände von Schwarzburg-Blankenburg und 1574 in die von Schwarzburg-Rudolstadt über.

## Umfang
Das Gericht umfasste die Orte:
- Büchelsloh (seit 1826 vom Amt Schwarzburg)
- Dienstedt (Kondomium)
- Dörnfeld an der Ilm (seit 1726 vom Amt Schwarzburg)
- Ellichleben (seit 1848 vom Amt Paulinzella)
- Elxleben (seit 1599)
- Gräfinau (seit 1826 vom Amt Schwarzburg)
- Großhettstedt
- Hammersfeld
- Oberilm (seit Anfang des 17. Jahrhunderts)
- Schwarzburg
- Wüllersleben

## Aufgaben
Das Amt Stadtilm war zunächst Gericht erster Instanz und gleichzeitig untere Verwaltungsbehörde. Eine Trennung der Rechtsprechung von der Verwaltung war nicht gegeben.
Die Märzrevolution führte auch in Schwarzburg-Rudolstadt zur Forderung nach Abschaffung der Patrimonialgerichte und zur Trennung von Rechtsprechung und Verwaltung.
Am 1. Juli 1850 traten die Organisationsgesetze in Kraft, die das Gerichtswesen grundsätzlich änderte. Rechtsgrundlage war das Gesetz wegen künftiger Einrichtung der Rechtspflege vom 1. Mai 1850 und das Gesetz über die Zuständigkeit der Gerichte und über den Instanzenzug in bürgerlichen Rechtsstreitigkeiten. Damit waren die Patrimonialgerichte abgeschafft und Verwaltung und Rechtsprechung getrennt worden.
Das Amt Stadtilm war nun ein reines Justizamt, also Gericht erster Instanz mit einem Justizamtmann als Einzelrichter. Darüber stand das Kreisgericht Rudolstadt. Die Verwaltungsaufgaben waren an das neu geschaffene Landratsamt Rudolstadt übergegangen.
In der Reaktionsära wurde die Trennung von Rechtsprechung und Verwaltung aus Kostengründen wieder in Frage gestellt. Die Verordnung über die Organisation der unteren Landesverwaltungsbehörden vom 1. Mai 1858 hob die Landratsämter auf und überwies den Justizämtern die Verwaltungsaufgaben. Auf Wunsch des Landtags wurden mit Gesetz vom 7. Februar 1868 die Landratsämter wiederhergestellt und die Gerichte wieder von den Verwaltungsaufgaben befreit.
Im Rahmen der Einführung der Reichsjustizgesetze wurde das Amt Stadtilm in das Amtsgericht Stadtilm umgewandelt.

## Patrimonialgerichte
Im Amt Stadtilm bestanden ein Patrimonialgericht, das Erbgericht Geilsdorf. Für diesen Ort war nicht das Amt, sondern das jeweilige Patrimonialgericht Eingangsgericht. Die Stadt Stadtilm verfügte über eine eigene Niedergerichtsbarkeit.